# Тереза Баварская
Принце́сса Тере́за Шарло́тта Мариа́нна Авгу́́ста Баварская (нем. Therese Charlotte Marianne Auguste von Bayern; 12 ноября 1850, Мюнхен — 19 декабря 1925, Линдау) — немецкая путешественница, ботаник, зоолог и этнограф, принцесса Баварского королевского дома.

## Биография
Принцесса Тереза — единственная дочь принца-регента Баварии Луитпольда и его супруги Августы Фердинанды Австрийской и сестра будущего короля Баварии Людвига III. По матери Тереза происходила из семьи императрицы Марии Терезии. Ещё в детстве принцесса интересовалась жизнью растений и животных, а также языками.
В 1864 году скончалась мать Терезы, и в том же году на престол Баварии восходит её двоюродный брат Людвиг II. Тереза влюбляется в его брата Отто, однако тот психически заболевает (как и король Людвиг II) и объявляется неспособным править страной (как впоследствии и его царствующий брат). В связи с этой трагедией Тереза не выходит замуж и посвящает себя научным интересам. Она изучает зоологию, ботанику, этнографию, естественные и социальные науки самостоятельно, так как во второй половине XIX столетия женщины в Баварии в гимназии и университеты ещё не принимались. Тереза свободно владела 12 языками.
В 1871 году принцесса начинает свои длительные путешествия по Европе (в том числе и по России) и по Северной Африке, всегда инкогнито, в сопровождении лишь трёх человек прислуги. В 1898 году она совершает свою знаменитую, длившуюся полгода, поездку через всю Южную Америку, в течение которой она собрала богатейшую коллекцию зоологических, ботанических и этнографических экспонатов. Маршрут этой экспедиции прошёл от островов Карибского моря через всю Колумбию, пересёк Анды и дальше, вдоль тихоокеанского побережья через Эквадор, Перу к чилийскому порту Вальпараисо. Оттуда на повозке, запряжённой лошадьми, принцесса второй раз пересекла Анды и направилась к Буэнос-Айресу, откуда 21 октября 1898 года морем отправилась в Европу. Только собранная экспедицией Терезы коллекция рыб составила 228 экземпляров, принадлежавших к 91 виду, из которых 8 видов были дотоле неизвестны науке. В 1893 году Тереза совершила аналогичное путешествие по Северной Америке, особенно интересуясь жизнью индейцев юго-западной части США и Мексики. Обширные этнографические коллекции, собранные ею, ныне хранятся в Мюнхенском этнографическом музее.
После смерти своего отца Тереза больше не путешествует, но занимается вопросами социальной защиты населения и улучшения ситуации в женском образовании.
В 1892 году Тереза Баварская становится почётным членом Баварского географического общества, членом Баварской академии наук. С 1897 года она — почётный доктор философии Мюнхенского университета.

## Сочинения (избранное)
- Reiseeindrücke und Skizzen aus Russland. Stuttgart 1885.
- Über mexikanische Seen. Wien 1895.
- Meine Reise in die Brasilianischen Tropen. Dietrich Remmer, Berlin 1897.
- Einiges über die Pueblo-Indianer. In: Völkerschau, 2 1902, 4-6, 38-42.
- Reisestudien aus dem westlichen Südamerika. 2 Bände. Berlin 1908.

## Фильмы
- Wolfgang Voelker: Prinzessin Therese von Bayern — Forscherin, Sammlerin, Weltreisende. Dokumentarfilm, 1997, gesendet auf Phoenix am Sa, 15. Februar 2003, 21.00 Uhr (Google-Cache der Phoenix-Seite (недоступная ссылка))